# Saccharum
Saccharum es un género de plantas herbáceas perteneciente a la familia de las poáceas. Es originario de Asia.
Se excluyen de Saccharum los géneros, Erianthus, Lasiorhachis, Miscanthus y Narenga.

## Características morfológicas
Cáliz: gluma con una flor, de dos ventallas, lanceoladas, envueltas, y con un pelo en su base. 
Corola: Gluma de dos ventallas, más corta y algo obtusa, con una arista dorsal torcida. 
Estambre: germen oblongo: estilos dos, con plumas; con sus estigmas también plumosos.
Pistilo: germen alesnado: estilos dos, como zarcillos, con los estigmas sencillos. 
Peric. ninguno: la corola, vistiendo la semilla, hace sus veces. (enlace roto disponible en Internet Archive; véase el historial, la primera versión y la última).
Semilla: una sola, oblonga, angosta y puntiaguda. 

## Taxonomía
El género fue descrito por Carlos Linneo y publicado en Species Plantarum 1: 54. 1753. La especie tipo es: Saccharum officinarum L.
Etimología
El nombre del género proviene del latín saccharum que significa azúcar.
Citología
Tiene un número de cromosomas de: x = 10 and 12. 2n = 40, o 60, o 68, o 76–78, o 80, o 90, o 46–128, o 110, o 112, o 116–117, o 144. 4, 6, 8, 9, y 12 ploidias. Cromosomas ‘pequeños’.

## Especies seleccionadas
- Saccharum arundinaceum
- Saccharum bengalense
- Saccharum edule
- Saccharum officinarum L. "caña de azúcar"
- Saccharum procerum
- Saccharum ravennae (L.) Murray
- Saccharum robustum
- Saccharum sinense
- Saccharum spontaneum[4][5]